# Wybory powszechne w Brazylii w 2010 roku
Wybory powszechne w Brazylii w 2010 roku – wybory prezydenckie, parlamentarne i regionalne przeprowadzone w Brazylii 3 października 2010. W pierwszej turze wyborów prezydenckich zwycięstwo uzyskała Dilma Rousseff, zdobywając 46,9% głosów poparcia i pokonując José Serrę (32,6% głosów). W drugiej turze wyborów prezydenckich 31 października 2010 Dilma Roussef zdobyła ponad 56% głosów, uzyskując jako pierwsza kobieta w historii elekcję na stanowisko prezydenta Brazylii. Urząd objęła 1 stycznia 2011.
W wyborach do obu izb parlamentu zwyciężyła koalicja partii popierających kandydaturę Dilmy Rousseff. W Izbie Deputowanych najwięcej głosów zdobyła prezydencka Partia Pracujących (PT), a w Senacie koalicyjna Partia Ruchu Demokratycznego Brazylii (PMDB).

## Organizacja wyborów
Prezydent Brazylii wybierany jest na 4-letnią kadencję z możliwością jednej reelekcji. W wyborach w październiku 2006 na drugą kadencję został wybrany prezydent Luiz Inácio Lula da Silva z Partii Pracujących (PT). Nie mógł się więc ponownie ubiegać o urząd w wyborach w 2010. Razem z prezydentem wybierany jest również wiceprezydent Brazylii.
W wyborach parlamentarnych obywatele decydowali o obsadzie całego składu Izby Deputowanych, liczącej 513 członków wybieranych na 4-letnią kadencję w oparciu o ordynację proporcjonalną oraz o obsadzie 2/3 składu Senatu, tj. 54 z 81 mandatów. Mandat senatorski trwa 8 lat.
W wyborach regionalnych do obsady były stanowiska gubernatorów wszystkich 26 stanów oraz Dystryktu Federalnego.

## Kandydaci

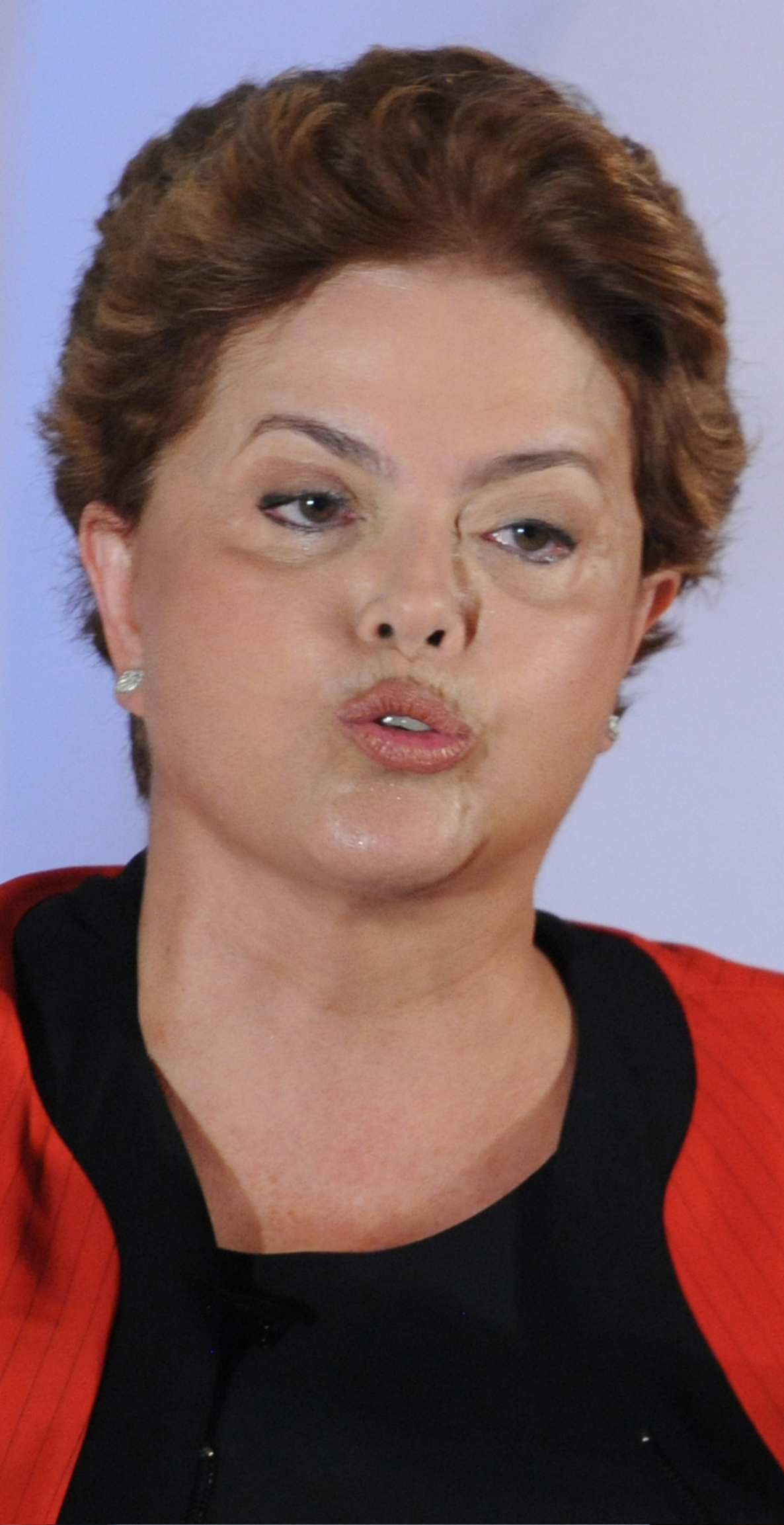
Dilma Rousseff

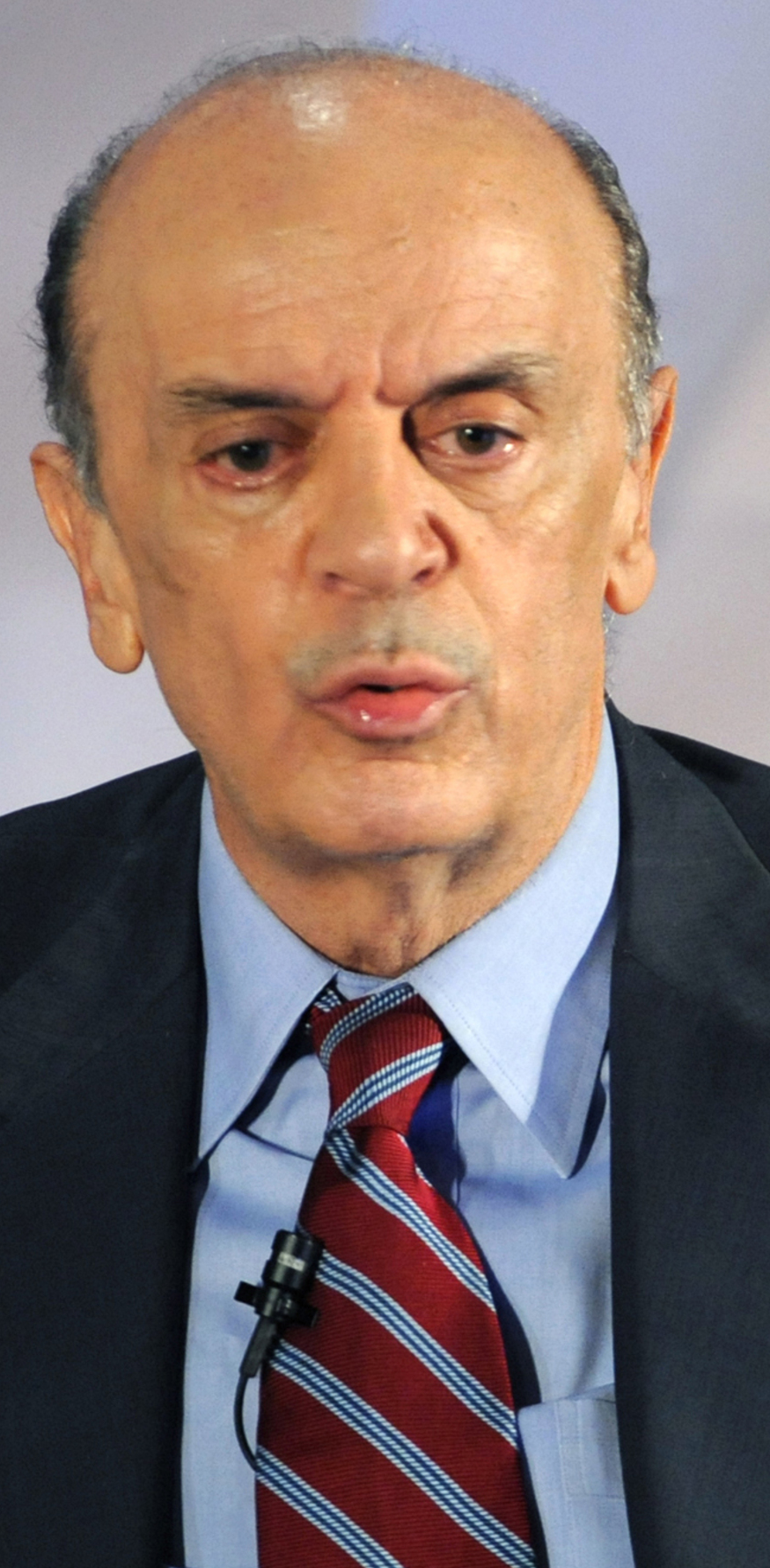
José Serra

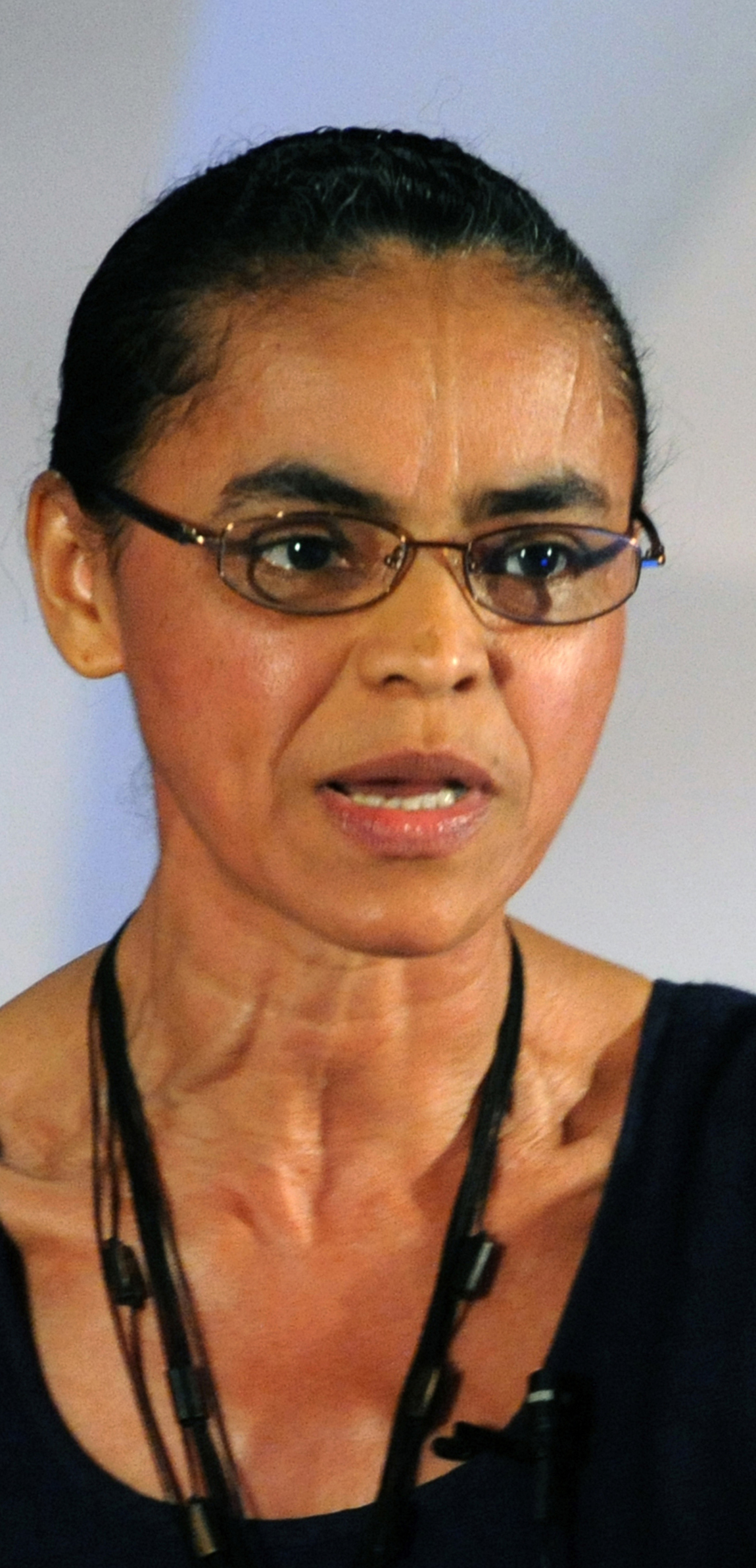
Marina Silva

O urząd prezydenta Brazylii ubiegało się ogółem 9 kandydatów. Największe szanse na zwycięstwo miała trójka z nich. Faworytem wyborów pozostawała Dilma Rousseff z prezydenckiej lewicowej Partii Pracujących (PT), pełniąca wcześniej funkcję szefa gabinetu prezydenta Luli da Silvy. Jej kandydaturę wysunął i popierał w czasie kampanii odchodzący prezydent. W sondażach przedwyborczych posiadała kilkunastoprocentową przewagę nad kolejnym kandydatem i szansę na wybór już w pierwszej turze wyborów.
Głównym kandydatem opozycji był José Serra z lewicowej Partii Socjaldemokratycznej Brazylii (PSDB), pełniący funkcję gubernatora stanu São Paulo. W sondażach przedwyborczych zajmował on drugie miejsce, dające mu szanse na wejście do drugiej tury wyborów.
Ostatnim z liczących się na scenie ogólnokrajowej kandydatów była Marina Silva z Partii Zielonych (PV), pełniąca wcześniej funkcję ministra ochrony środowiska w rządzie prezydenta Luli da Silvy. W 2009 odeszła z rządu, wstępując do PV. Była znaną obrończynią lasów tropikalnych Amazonii.
- Kandydaci na urząd prezydenta i wiceprezydenta Brazylii:

| Kandydat na prezydenta   | Kandydat na wiceprezydenta | Partia polityczna/Koalicja |
| ------------------------ | -------------------------- | --- |
| Dilma Rousseff (PT)      | Michel Temer (PMDB)        | Partia Pracujących (Partido dos Trabalhadores, PT) Partia Ruchu Demokratycznego Brazylii (Partido do Movimento Democrático Brasileiro, PMDB) Komunistyczna Partia Brazylii (Partido Comunista do Brasil, PCdoB) Demokratyczna Partia Pracy (Partido Democrático Trabalhista, PDT) Brazylijska Partia Republikańska (Partido Republicano Brasileiro, PRB) Partia Republiki (Partido da Republica, PR) Brazylijska Partia Socjalistyczna (Partido Socialista Brasileiro, PSB) Partia Socjal-chrześcijańska (Partido Social Cristão, PSC) Chrześcijańska Partia Pracy (Partido Trabalhista Cristão, PTC) Narodowa Partia Pracy (Partido Trabalhista Nacional, PTN) |
| Ivan Pinheiro            | Edmilson Costa             | Brazylijska Partia Komunistyczna (Partido Comunista Brasileiro, PCB) |
| José Maria de Almeida    | Cláudia Durans             | Partia Socjalistyczna Zjednoczonych Robotników (Partido Socialista dos Trabalhadores Unificado, PSTU) |
| José Maria Eymael        | José Paulo da Silva Neto   | Chrześcijańska Partia Socjaldemokratyczna (Partido Social Democrata Cristão, PSDC) |
| José Serra (PSDB)        | Indio da Costa (DEM)       | Partia Socjaldemokratyczna Brazylii (Partido da Social Democracia Brasileira, PSDB) Demokraci (Democratas, DEM) Brazylijska Partia Pracy (Partido Trabalhista Brasileiro, PTB) Socjalistyczna Partia Ludowa (Partido Popular Socialista, PPS) Partia Mobilizacji Narodowej (Partido da Mobilização Nacional, PMN) Partia Pracy Brazylii (Partido Trabalhista do Brasil, PTdoB) |
| Levy Fidélix             | Luiz Eduardo Ayres Duarte  | Odnowiona Partia Pracy Brazylii (Partido Renovador Trabalhista Brasileiro, PRTB) |
| Marina Silva             | Guilherme Leal             | Partia Zielonych (Partido Verde, PV) |
| Plínio de Arruda Sampaio | Hamilton Assis             | Partia Socjalizmu i Wolności (Partido Socialismo e Liberdade, PSOL) |
| Rui Costa Pimenta        | Edson Dorta Silva          | Partia Przyczyny Pracy (Partido da Causa Operária, PCO) |

## Kampania wyborcza
Kampania wyborcza rozpoczęła się oficjalnie 6 lipca 2010. W jej trakcie odbyły trzy debaty prezydenckie transmitowane przez telewizję oraz jedna debata w internecie. Audycje wszystkich sztabów prezydenckich były nadawane na antenie telewizji od 17 sierpnia do 30 września 2010.
W czasie kampanii wyborczej Dilma Rousseff deklarowała głównie kontynuowanie polityki prezydenta Luli da Silvy. Kończący swoją drugą kadencję prezydent cieszył się popularnością rzędu 80%. Aktywnie angażował się w kampanię Rousseff. W czasie swoich ośmioletnich rządów potrafił połączyć rozbudowaną politykę socjalną z przyjazną inwestorom polityką gospodarczą, dzięki czemu Brazylia osiągała wysokie wskaźniki wzrostu gospodarczego. Rozwój gospodarczy doprowadził do powstania coraz liczniejszej klasy średniej. Polityka społeczna spowodowała natomiast wyjście z ubóstwa 20 mln obywateli (od 2003). Rousseff obiecywała dalszą realizację tej polityki. Dodatkowo, skupiała się na potrzebie poprawy brazylijskiej infrastruktury, szczególnie przed zbliżającymi się MŚ w Piłce Nożnej w 2014 oraz Igrzyskami Olimpijskimi w 2016.
W polityce gospodarczej proponowała utrzymanie dyscypliny fiskalnej, wykluczyła przy tym jakikolwiek drastyczny program oszczędnościowy. Zakładała utrzymywanie nadwyżki budżetowej na poziomie 3,3% oraz zmniejszenie długu publicznego w 2014 do 30% PKB (z 41,7% w 2010). Opowiadała się za silną obecnością państwa w takich sektorach gospodarki jak bankowość, przemysł naftowy, górniczy i energetyczny. Zakładała zwiększenie dostępności szerokopasmowego internetu dla obywateli. W polityce zagranicznej opowiadała się za kontynuacją polityki prezydenta Luli da Silvy, w tym integracją regionalną oraz zwiększeniem roli państw rozwijających się w instytucjach i organach organizacji międzynarodowych. Krytycy zarzucali jej brak charyzmy i zdolności oratorskich w porównaniu z urzędującym prezydentem. Określali ją mianem "żelaznej Dilmy", urzędniczki, która nigdy nie została wybrana na urząd w wyborach powszechnych.

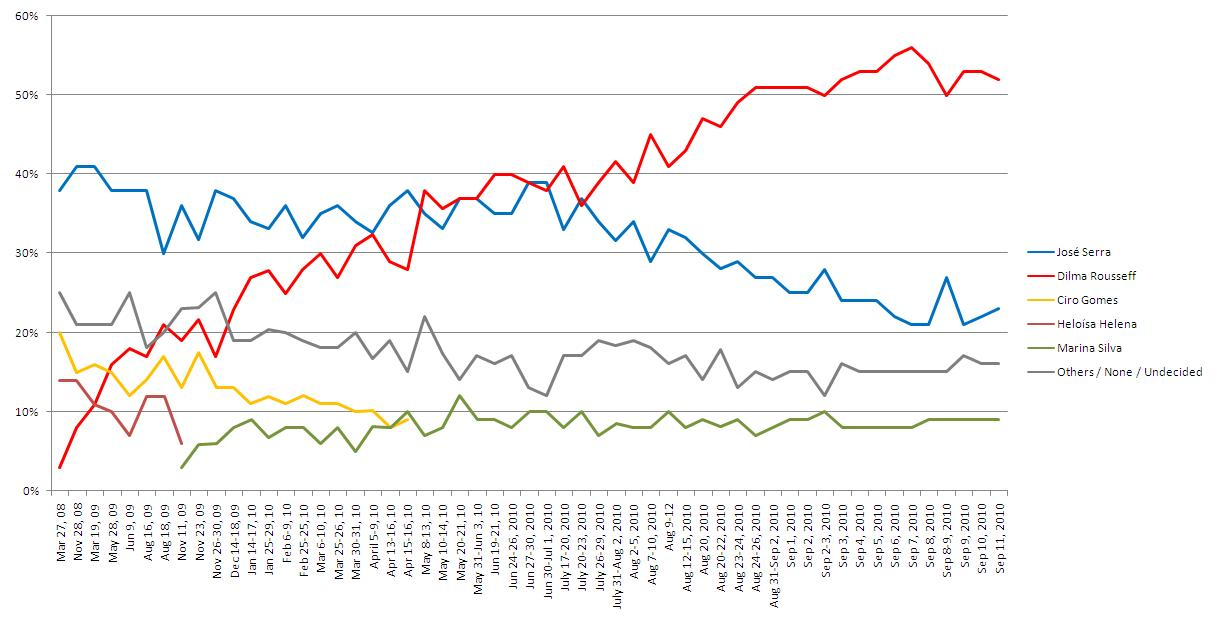
Sondaże przedwyborcze w Brazylii

José Serra, postrzegany jako polityk o nieco bardziej liberalnych poglądach, również obiecywał dalszy rozwój gospodarki, politykę przyjazną inwestorom, kontrolowanie inflacji i dyscyplinę fiskalną. W porównaniu z programem Rousseff jego program gospodarczy zakładał większe otwarcie na prywatyzację wybranych przedsiębiorstw państwowych, większą promocję działalności prywatnej wśród obywateli i mniejszą rolę państwa w gospodarce, w tym w sektorze naftowym, wydobywczym oraz w systemie bankowym (sprzeciw wobec finansowaniu państwowych banków). Opowiadał się za likwidacją rządowej biurokracji na rzecz zwiększenia wydatków publicznych. Proponował zwiększenie pensji minimalnej z 510 reali do 600 reali (349 USD). W polityce zagranicznej krytykował bliskie stosunki prezydenta Luli da Silvy z lewicowymi przywódcami Ameryki Łacińskiej oraz prezydentem Iranu. Opowiadał się za nawiązywaniem z poszczególnymi państwami dwustronnych układów o wolnych handlu.

## Wyniki I tury wyborów prezydenckich
Uprawnionych do głosowania było 135,8 mln obywateli. Według oficjalnych (niepełnych) wyników wyborów, zwycięstwo w pierwszej turze wyborów prezydenckich odniosła Dilma Roussef, która zdobyła 46,91% głosów poparcia. Ponieważ zdobyła mniej niż 50% głosów, konieczna okazała się druga tura wyborów, do której przeszedł także José Serra, zajmując drugie miejsce z wynikiem 32,61% głosów. Trzecia Marina Silva zdobyła 19,33% głosów. Frekwencja wyborcza wyniosła ok. 82%.

Wyniki I tury wyborów prezydenckich według stanów: czerwony – wygrana Dilmy Rousseff, niebieski – wygrana José Serry, zielony – wygrana Mariny Silvy

| Kandydat – Partia polityczna | Kandydat – Partia polityczna    | Liczba głosów | %      |
| ---------------------------- | ------------------------------- | ------------- | ------ |
|                              | Dilma Rousseff (PT)             | 47 651 434    | 46,91% |
|                              | José Serra (PSDB)               | 33 132 283    | 32,61% |
|                              | Marina Silva (PV)               | 19 636 359    | 19,33% |
|                              | Plínio de Arruda Sampaio (PSOL) | 886 816       | 0,87%  |
|                              | José Maria Eymael (PSDC)        | 89 350        | 0,09%  |
|                              | José Maria de Almeida (PSTU)    | 84 609        | 0,08%  |
|                              | Levy Fidélix (PRTB)             | 57 960        | 0,06%  |
|                              | Ivan Pinheiro (PCB)             | 39 136        | 0,04%  |
|                              | Rui Costa Pimenta (PCO)         | 12 206        | 0,01%  |
| Głosy nieważne i puste       | Głosy nieważne i puste          | 9 603 594     | 8,64%  |
| Razem                        | Razem                           | 111 193 747   | 100%   |
| Źródło:                      |                                 |               |        |

## II tura wyborów prezydenckich

Wyniki II tury wyborów prezydenckich według stanów: czerwony – wygrana Dilmy Rousseff, niebieski – wygrana José Serry

W sondażach przed drugą turą wyborów Dilma Rousseff przez cały czas posiadała kilkuprocentową przewagę na José Serrą. W połowie października 2010 Marina Silva zadecydowała o nieudzieleniu poparcia żadnemu z kandydatów, uznając, że zachowanie neutralnej postawy zwiększy wpływ Partii Zielonych na debatę publiczną.
W drugiej turze wyborów prezydenckich 31 października 2010, Dilma Rousseff zdobyła ponad 54% głosów poparcia, podczas gdy José Serra uzyskał niecałe 44% głosów. Po ogłoszeniu wyników tysiące zwolenników Rosseff wyszło na ulice największych miast, świętując jej zwycięstwo. Gratulacje złożył jej przegrany kandydat oraz prezydent Lula da Silva. W przemówieniu po wyborach Rousseff obiecała nie zawieść powierzonego jej zaufania. Jako swój priorytet uznała likwidację ubóstwa i wyciągnięcie z tej sfery 20 mln Brazylijczyków. Swój wybór uznała za znak demokratycznego postępu kraju. Zobowiązała się działań na rzecz promocji równości szans dla obojga płci. Urząd obejmie 1 stycznia 2011, zostając tym samym pierwszą kobietą na stanowisku prezydenta Brazylii.
| Kandydat – Partia polityczna | Kandydat – Partia polityczna | Liczba głosów | %      |
| ---------------------------- | ---------------------------- | ------------- | ------ |
|                              | Dilma Rousseff (PT)          | 55 752 529    | 56,05% |
|                              | José Serra (PSDB)            | 43 711 388    | 43,95% |
| Głosy nieważne i puste       | Głosy nieważne i puste       | 7 142 05      | 7,70%  |
| Razem (frekwencja 78,50%)    | Razem (frekwencja 78,50%)    | 106 606 214   | 100%   |
| Źródło:                      |                              |               |        |

## Wyniki wyborów parlamentarnych
W wyborach do Izby Deputowanych koalicja partii popierających kandydaturę Dilmy Roussef (PT, PMDB, PRB, PDT, PTN, PSC, PR, PTC, PSB, PCdoB) zdobyła w sumie 311 spośród 513 mandatów. Najwięcej mandatów (88) zdobyła Partia Pracujących (PT). Koalicja partii popierających José Serrę (PSDB, DEM, PPS, PSOL) zdobyła 111 mandatów. Pozostałe partie, tzw. partie niezależne (PV, PP, PTB, PMN, PTdoB) zdobyły 91 mandatów.
W wyborach do Senatu koalicja partii popierających kandydaturę Dilmy Roussef zdobyła 43 spośród 54 mandatów. Najwięcej mandatów (16) zdobyła Partia Ruchu Demokratycznego Brazylii (PMDB). Koalicja partii popierających José Serrę zdobyła 10 mandatów, a pozostałe partie 1 mandat.
Jednym z deputowanych wybranych do Izby Deputowanych został słynny brazylijski piłkarz Romário. Otrzymał 150 tys. głosów w okręgu w stanie Rio de Janeiro.
Natomiast z okręgu w stanie São Paulo do Izby Deputowanych dostał się zawodowy klaun, Francisco Everardo Oliveira Silva, występujący pod artystycznym pseudonimem Tiririca. Otrzymał 1,3 mln głosów, dwa razy więcej niż kolejny kandydat w jego okręgu.
| Partia polityczna | Partia polityczna                            | Liczba mandatów w Izbie Deputowanych | Liczba mandatów w Senacie |
| ----------------- | -------------------------------------------- | ------------------------------------ | ------------------------- |
|                   | Partia Pracujących (PT)                      | 88                                   | 11                        |
|                   | Partia Ruchu Demokratycznego Brazylii (PMDB) | 79                                   | 16                        |
|                   | Partia Socjaldemokratyczna Brazylii (PSDB)   | 53                                   | 5                         |
|                   | Demokraci (DEM)                              | 43                                   | 2                         |
|                   | Partia Republiki (PR)                        | 41                                   | 3                         |
|                   | Partia Postępowa (PP)                        | 41                                   | 4                         |
|                   | Brazylijska Partia Socjalistyczna (PSB)      | 34                                   | 3                         |
|                   | Demokratyczna Partia Pracy (PDT)             | 28                                   | 2                         |
|                   | Brazylijska Partia Pracy (PTB)               | 21                                   | 1                         |
|                   | Partia Socjal-Chrześcijańska (PSC)           | 17                                   | 1                         |
|                   | Komunistyczna Partia Brazylii (PCdoB)        | 15                                   | 1                         |
|                   | Partia Zielonych (PV)                        | 15                                   | 0                         |
|                   | Socjalistyczna Partia Ludowa (PPS)           | 12                                   | 1                         |
|                   | Brazylijska Partia Republikańska (PRB)       | 8                                    | 1                         |
|                   | Partia Mobilizacji Narodowej (PMN)           | 4                                    | 1                         |
|                   | Partia Socjalizmu i Wolności (PSOL)          | 3                                    | 2                         |
|                   | Partia Pracy Brazylii (PTdoB)                | 3                                    | 0                         |
|                   | Humanistyczna Partia Solidarności PHS        | 2                                    | 0                         |
|                   | Postępowa Partia Republikańska PRP           | 2                                    | 0                         |
|                   | Odnowiona Partia Pracy Brazylii (PRTB)       | 2                                    | 0                         |
|                   | Partia Socjal-Liberalna PSL                  | 1                                    | 0                         |
|                   | Chrześcijańska Partia Pracy (PTC)            | 1                                    | 0                         |
| Razem             | Razem                                        | 513                                  | 54                        |
| Źródło:           |                                              |                                      |                           |